# True Love (1989)
True Love (bra: Michael e Donna - Um Verdadeiro Amor) é um filme norte-americano de 1989 com Annabella Sciorra.